# لازاروس خندید
لازاروس خندید (به انگلیسی: Lazarus Laughed) نمایش‌نامه‌ای است که توسط یوجین اونیل، نویسندهٔ اهل ایالات متحده آمریکا نوشته شده‌است. این کتاب یکی از آثار ادبی برجستهٔ جهان است.